# ファイヤーウォール (映画)
『ファイヤーウォール』（原題：Firewall）は、2006年公開のアメリカ映画。銀行に勤めるセキュリティエンジニアが、強盗に家族を人質に取られて、自ら構築したセキュリティを破るよう命令されるクライム・サスペンス、アクション映画。当初のタイトルは『The Wrong Element』だった。

## ストーリー
某銀行のコンピュータセキュリティ専門の技術者、ジャック・スタンフィールドは、銀行合併のための諸問題の対策に追われていた。そんな折、紳士然とした男・コックスが彼のオフィスを訪ねてくる。彼はジャックの家族を人質に取ったと脅した上で、ジャックの銀行の業界最高と言われるセキュリティシステムを作ったジャックに破らせ、1億ドルの強盗をしようとする。しかし、合併準備中の関係で強盗達が予定していなかった問題が発生。

## 登場人物
ジャック・スタンフィールド
演 - ハリソン・フォード
コンピューターセキュリティのスペシャリスト。ネットギャンブルの借金をしたと唐突に疑われた際に自分から調べてみる律儀な性格だが事情はどうであれ理不尽な理由で解雇したジャネットに助けを求めるなど(しかも極限状態にあったとはいえ非常に暴力的な態度で)図々しい部分もある。家族に対する愛情は深く、危害を加えられそうになった時は真剣に止めた。また、味方のウィリーを殺害したコックスを敵対者でありながらも非難する優しさも持つ。次第にテロリストたちの横暴に我慢ができなくなり戦う決意を決める。テロリストグループに頭脳戦を仕掛けるなど駆け引きに長けている。
ビル・コックス
演 - ポール・ベタニー
実業家。実は犯罪グループのリーダー。アンディにアレルギーであるピーナッツを与えて痙攣を起こし、人質として逃げられない状態にする冷酷な人物。
ベス・スタンフィールド
演 - ヴァージニア・マドセン
ジャックの妻。設計を考える仕事をしている。子供たちに揃って怠惰な態度をとられても怒らない優しい性格。
ジャネット・ストーン
演 - メアリー・リン・ライスカブ
ジャックの秘書。ボビーの告白の多さに辟易しているが、それを大人の対応で事あるごとにかわす優しい性格。物腰は柔らかいがデスクでデザートを食べるなど少々マナーが悪い。ジャックの理解者であるが、それだけにいつもと様子が違えば怪しく思うこともある。またコックスに対しても不信感があり、それを見抜かれたコックスにクビにするようにジャックに頼まれ、脅されていたこともありジャックから解雇を宣告され、ジャックを見下げて去った。しかし、ジャックから必死に事情を説明され、真意を理解して助力するようになる。
ゲイリー・ミッチェル
演 - ロバート・パトリック
ジャックの勤める会社のライバル会社に勤める幹部。
ハリー・ロマーノ
演 - ロバート・フォスター
ジャックの同僚。テロリストに銃撃されて死亡する。
サラ・スタンフィールド
演 - カーリー・シュローダー
ジャックとべスの娘。14歳。アンディに突っかかることが多いが一緒にテレビを見るなど仲が険悪というわけではなく、自分に危害が加えられた際には弟に庇ってもらう場面もあった。
アンディ・スタンフィールド
演 - ジミー・ベネット
ジャックとべスの息子。サラの弟。8歳。ラジコンカーの操作が趣味。生意気な性格だが強盗に襲われた際に父を真っ先に思い浮かべ、姉が襲われた際には庇うなど家族に対する情は強い。ピーナッツのアレルギーを持っている。子供ながらに単純な一面があり強盗犯が何らかの特技を披露して感心することがあった。
ボビー
演 - マシュー・カリー・ホームズ
ジャックの同僚。ジャネットに好意を持っておりデートによく誘うが、その度に玉砕する。フランクな一面もあるが基本的には冷静でジャックが脅されて理不尽に恋焦がれていたジャネットを解雇したと聞いた際には物腰柔らかな態度をとっていた。ジャックの携帯が盗聴などをされている可能性からジャックに頼まれたジャネットに携帯を貸した。
ヴェル
演 - ケット・タートン
強盗犯の一人。ウィリーを殺害したコックスを非難するなど仲間への情はある。
リアム
演 - ニコライ・コスター＝ワルドー
強盗犯の一人。
ピム
演 - ヴィンス・ヴィーラフ
強盗犯の一人。
ウィリー
演 - ヴィンセント・ゲイル
強盗犯の一人。アンディの見張りに失敗して、コックスから射殺される。
アラン・ヒューズ
演 - エリック・キーンリーサイド
DHDファイナンシャル。

### その他
ラスティ
スタンフィールド家の愛犬。首輪にGPSがついている。

## キャスト
| 役名                       | 俳優                         | 日本語吹替                                    | 日本語吹替                                         |
| 役名                       | 俳優                         | ソフト版                                      | テレビ朝日版 （追加収録部分）                      |
| -------------------------- | ---------------------------- | --------------------------------------------- | -------------------------------------------------- |
| ジャック・スタンフィールド | ハリソン・フォード           | 磯部勉                                        | 磯部勉                                             |
| ビル・コックス             | ポール・ベタニー             | 井上倫宏                                      | 津田健次郎                                         |
| ベス・スタンフィールド     | ヴァージニア・マドセン       | 相沢恵子                                      | 五十嵐麗                                           |
| ジャネット・ストーン       | メアリー・リン・ライスカブ   | 大坂史子                                      | 林真里花                                           |
| ゲイリー・ミッチェル       | ロバート・パトリック         | 木下浩之                                      | 谷口節 （沢木郁也）                                |
| ハリー・ロマーノ           | ロバート・フォスター         | 五王四郎                                      | 小川真司                                           |
| アーリン・フォレスター     | アラン・アーキン             | 千田光男                                      | 大木民夫                                           |
| サラ・スタンフィールド     | カーリー・シュローダー       | 内川藍維                                      | 大浦冬華                                           |
| アンディ・スタンフィールド | ジミー・ベネット             | 津村まこと                                    | 小林由美子                                         |
| ボビー                     | マシュー・カリー・ホームズ   | 山中真尋                                      | 野島健児                                           |
| ヴェル                     | ケット・タートン             | 小松史法                                      | 根津貴行                                           |
| リアム                     | ニコライ・コスター＝ワルドー | 花田光                                        | 落合弘治                                           |
| ピム                       | ヴィンス・ヴィーラフ         | 上田陽司                                      | 板倉光隆                                           |
| ウィリー                   | ヴィンセント・ゲイル         | 奥田啓人                                      | 坂詰貴之                                           |
| アラン・ヒューズ           | エリック・キーンリーサイド   | 浦山迅                                        | 島香裕                                             |
|                            |                              |                                               |                                                    |
| 演出                       | 演出                         | 高橋剛                                        | 鍛治谷功                                           |
| 翻訳                       | 翻訳                         | 久保喜昭                                      | 久保喜昭                                           |
| 調整                       | 調整                         | 菊池一之                                      | 長井利親                                           |
| 効果                       | 効果                         |                                               | リレーション                                       |
| 録音                       | 録音                         | 安齋歩                                        |                                                    |
| 録音スタジオ               | 録音スタジオ                 | プロセンスタジオ                              |                                                    |
| プロデューサー             | プロデューサー               | 田村恵 （ワーナー・ホーム・ビデオ）           | 上田めぐみ 小久保聡 水谷圭 山田兼司 （テレビ朝日） |
| 製作                       | 製作                         | ワーナー・ホーム・ビデオ マイ・ディア・ライフ | ブロードメディア・スタジオ                         |
| 初回放送                   | 初回放送                     |                                               | 2009年5月24日 『日曜洋画劇場』 21:00-22:54         |

※ テレビ朝日版は2021年1月21日にWOWOWで放送される際、地上波放送時にカットされた部分を追加録音した「吹替補完版」が放送された。その際、故人などの各声優の部分は別の声優が代役を務めた。